# Aphyosemion batesii
Aphyosemion batesii es una especie de pez de agua dulce la familia de los notobránquidos en el orden de los ciprinodontiformes.

## Morfología
Los machos pueden alcanzar los 9 cm de longitud total.

## Distribución geográfica
Se encuentran en África: Camerún, Gabón, República del Congo y, posiblemente también, en la República Democrática del Congo.